# Kateřina Černá
Kateřina Černá (17. února 1937, Praha – 23. ledna 2024, Praha) byla česká malířka, kreslířka, grafička, autorka osobitých koláží, asambláží a děl založených na kaligrafické prezentaci vlastních textů. Profesně se věnovala práci s dětmi jako učitelka na základní umělecké škole.

## Život
Narodila se 17. února 1937 v Praze–Braníku. Otec Jaroslav Černý byl úředníkem ve spořitelně, matka Soňa byla dcerou významného prvorepublikového politika Ivana Dérera. Po matce a dědečkovi zřejmě zdědila výtvarné nadání. Měla tři mladší sourozence, sestru Soňu a bratry Ivana a Víta. Do základní školy chodila na Pankráci a spolu se sestrou navštěvovala až do roku 1951 hodiny kreslení u malíře Antonína Landy v Braníku. V letech 1952–1956 studovala na střední grafické škole. Velký vliv na ni měly prázdninové pobyty na Slovensku, především příroda a folklór na Horehroní. V roce 1957 byla přijata na Akademii výtvarných umění (AVU), kde studovala první rok v přípravce u Vlastimila Rady, potom u profesora Karla Součka portrétní a figurální malbu. V roce 1962 se provdala za svého spolužáka Jana Pasálka. Ještě za studií si přivydělávala výukou výtvarné výchovy dětí v pionýrském domě Julia Fučíka. První výstavu měla v prosinci 1962 v klubu SČSVU Mánes. Po absolvování AVU odjela na pozvání amerického příznivce, tehdejšího sběratele její tvorby Donalda Halla, s manželem a s kamarádkou Sašou na studijní cestu do Itálie. V roce 1963 se jí narodil syn Jan a o dva roky později se rozvedla. Záměr živit se jako ilustrátorka knih nevyšel a proto si začala psát útlé knížky s vlastními texty a obrázky. Od roku 1970 učila přes dvacet let výtvarnou výchovu na základní umělecké škole v Praze–Modřanech. Vedle tohoto zaměstnání se věnovala vlastní volné tvorbě, kam patřila i tvorba novoročenek a exlibris. V roce 1982 se podruhé provdala za MUDr. Tomáše Němce, pravnuka spisovatelky Boženy Němcové. 
Kateřina Černá zemřela 23. ledna 2024, krátce před svými 87. narozeninami.  

## Tvorba
Kateřina Černá od mládí obdivovala Giotta, Henri Rousseaua, Jana Zrzavého a Jana Preislera, ruské ikony. Zpočátku malovala klasickou olejovou technikou portréty a figury členů své rodiny (Soňa, 1956, Vít, Ivan a ptáčci, 1957, Rodinný portrét, 1958), spolužáků (Koblasova dechovka, 1959) a přátel (Saša, 1958). Dalšími náměty byly akty a zátiší. V roce 1962 namalovala svůj nejrozměrnější olej s názvem Praha od Ládví. Následovala řada menších obrazů Panenek a tvorba loutek. V letech na přelomu 21. století získal dominantní postavení v obrazové tvorbě Kateřiny Černé motiv anděla (Anděl se svatozáří, 1995, Dva andělé, 2002).
Její oblíbenou výtvarnou technikou se již za dob studií staly asambláže a koláže. Jedním z jejích prvních úspěchů byla velkoformátová koláž Jaro v Paříži z roku 1962. Do těchto obrazových koláží vytvořených jednoduchým, poetickým stylem začala zapojovat písmo, stejně jako do rozměrných obrazů let osmdesátých a devadesátých. Pracuje s různými druhy papíru a textilních materiálů, staniolem, korálky, sklíčky a dalšími drobnými předměty, které většinou lepí na sololitové desky. Obrazy jsou často doplněny krátkými rukou psanými texty, později používá různé typy písma (V zahradě, 1969 nebo Naše Národní třída, 1971). Náměty jejích obrazů vycházejí z vlastních zážitků, často jsou inspirovány zahraničními cestami (Setkání v Ženevě, 1985 nebo Anděl z ostrova Krku). Od konce osmdesátých let až do poloviny let devadesátých jsou pro její obrazy typické drobné figury zasazené do architektonických a přírodních scenérií (Mánes, 1988, V Českém ráji, 1989).
Od roku 1977 se věnovala grafice, ke které ji přivedla přítelkyně Naďa Plíšková. Zpočátku zkoušela ex libris a drobnější suché jehly a lepty. Své obvyklé náměty rozšířila o kolorované lepty s motivy květin. V devadesátých letech začala používat také techniku linorytu.
Velkou část její tvorby zaujímají autorské knihy, kterých od roku 1962 vydala téměř třicet. Původně se jednalo o ručně psané sešity s kresbami, které byly vytvořeny v jednom exempláři, např. Nejkrásnější prázdniny (1971) nebo Sny ve skříni (1972). Od roku 1985 byly v omezeném nákladu tištěny jako bibliofilie v grafické úpravě s ručně kolorovanými lepty nebo linoryty. Jejich náměty jsou poetické příběhy, vzpomínky a sny, vlastní obrazy. Mají silně autobiografické rysy. Kniha Viděla jsi černošky? získala ocenění v soutěži o nejkrásnější knihu roku 1995. Druhou cenu dostala za knížku Dodatky v roce 2002 v Martině na Slovensku. Sebrané spisy Kateřiny Černé byly vydány v nakladatelství Bylo nebylo (2019).
Práce v umělecké škole ji inspirovala k používání různých výtvarných technik. Od roku 1975 se začala věnovat také malbě na skle. V roce 1981 vznikly první papírové ubrousky a dečky pod dorty s kuchařskými recepty, později kreslila na papírové tašky.
V šedesátých letech byly její kresby publikovány v časopisech Host do domu a Domov. Zabývala se i knižními ilustracemi, poprvé pro novelu Julese Superviella Mladý muž v neděli a ve všedni den (1966). V osmdesátých letech vytvořila ilustrace pro 3 knihy vydané v nakladatelství Albatros.
Kateřina Černá napsala čtyři autorské hry: Kouzelný čínský stoleček (1980), Čest a sláva třem odvážným kočičkám (hra se zpěvy, 1992), Jasná zpráva neboli Tragédie oponářek (hra se zpěvy. 1995) a Goya (2000).
Její práce jsou zastoupeny ve sbírkách Národní galerie v Praze, Národního muzea v Praze, Galerie Středočeského kraje, Oblastní galerie v Liberci, Severočeské galerie výtvarného umění v Litoměřicích. Svou tvorbu prezentovala na řadě samostatných výstav v Praze i dalších městech, např. Mělník, Liberec, Olomouc, Brno. V letech 1964–1998 se účastnila i kolektivních výstav, povětšině v Praze a Brně. Od roku 1991 byla členkou SČUG Hollar a vystavuje na všech členských výstavách. Jedna z posledních výstav s názvem Sny překrásné byla uspořádána začátkem roku 2023 v muzeu Kampa v Praze. 